# Maurice Darney
Maurice Darney (Parigi, 20 gennaio 1882 – Montreuil-aux-Lions, 14 agosto 1958) è stato un astronomo francese.
Fu astronomo specializzato in selenografia. Lavorò presso l’Osservatorio di Parigi a Parigi e nel sito di  Meudon dello stesso Osservatorio. Studiò i crateri  lunari ma anche l’attività solare e le macchie solari. Studiò, in particolare, la topografia del Mare Imbrium della Luna a partire da una fotografia della zona scattata dal telescopio di 2.5 metri dell'Osservatorio di Mount Wilson e pubblicando i risultati nel suo articolo La Mer des Pluies - Recherches topographiques et sélénologiques. Nel 1924 fu insignito della Médaille commémorative della Société Astronomique de France.
A Maurice Darney la UAI ha  intitolato il cratere lunare Darney